# La Unión de los Tres Ejércitos
La Unión de los Tres Ejércitos, o simplemente La Unión, es una localidad de la comunidad autónoma de La Rioja, perteneciente al municipio de Clavijo, del cual dista 3 km. Según el INE La Unión tenía 172 habitantes en 2010, siendo la localidad más poblada del municipio.

## Lugares de interés

### Monumentos religiosos
- Templo de La Unión. Construido en 1965, fue diseñado por el arquitecto y sacerdote Gerardo Cuadra (premio de las Bellas Artes Riojanas 2004), ha sido nominado entre los monumentos más importantes de la arquitectura española del siglo XX. Es un edificio en el que se destacan la jerarquización de espacios (crea un espacio principal para la celebración del culto; un espacio secundario para eucaristías de carácter más privado o reducido; un tercer espacio para los sacramentos de bautismo y penitencia; un atrio y la sacristía), la jerarquización de volúmenes en función de los espacios, la valorización de la luz, y la integración de la arquitectura orgánica del siglo XX en un entorno rural. El edificio toma una escala proporcional al núcleo rural donde se encuentra, así como los materiales pétreos, o las cubiertas a dos aguas de teja árabe, pero integra en este conjunto los muros vistos de hormigón armado, con huella de encofrado de madera en dinteles.[1]
- Ermita de San Juan. La ermita no existe en la actualidad, pero según data el Diccionario Geográfico-Estadístico-Histórico Español de Pascual Madoz, en 1850 la situaba en el término de la Unión, siendo entonces el único templo de la localidad.[2]

## Demografía
La Unión de los Tres Ejércitos contaba a 1 de enero de 2010 con una población de 172 habitantes, 99 hombres y 73 mujeres. 
Desde principios de siglo XXI, gracias a la construcción de nuevas viviendas, su cercanía de Logroño, así como la buena comunicación de la localidad a través de transporte público, han hecho que la localidad haya ganado población de una forma gradual, hasta el punto de superar en población al núcleo principal del municipio, siendo actualmente la localidad más poblada del municipio de Clavijo.
| Gráfica de evolución demográfica de La Unión de los Tres Ejércitos entre 2000 y 2020             |
|                                                                                                  |
| Población de derecho (2001-2020) según los censos de población del INE a 1 de enero de cada año. |

## Fiestas
- 24 de junio, San Juan, de reciente creación.